# Плечелучевая мышца
Плечелучевая мышца (лат. Musculus brachioradialis) — мышца предплечья передней группы.
Плечелучевая мышца занимает самое латеральное положение среди всех мышц предплечья. Несколько ниже своей середины переходит в длинное сухожилие. Начинается от латерального края плечевой кости, несколько выше латерального надмыщелка и от латеральной межмышечной перегородки плеча. Направляясь книзу, мышца прикрепляется к латеральной поверхности лучевой кости, несколько проксимальнее шиловидного отростка.

## Функция
Сгибает предплечье в локтевом суставе и устанавливает лучевую кость в положении, среднем между пронацией и супинацией (положение при свободно опущенных руках).